# Lista de jogos para PlayStation 5
Esta é uma lista de jogos para PlayStation 5, lançado na América do Norte, Oceânica, Japão e Coreia do Sul a 12 de novembro de 2020, na Indonésia a 22 de janeiro de 2021, na Índia a 2 de fevereiro de 2021, e no resto do mundo a 19 de novembro de 2020. Esta lista contém jogos de "geração cruzada" que serão lançados nativamente com versões aprimoradas otimizadas para PlayStation 5.  A PlayStation 5 é compatível com os jogos anteriores da PlayStation 4, à exceção de nove títulos.
| Legenda | Legenda | Legenda | CB Suporta cross-buy | CP Suporta cross-play |

| Título                                              | Género(s)                                 | Desenvolvedor(es)                          | Publicadora(s)                            | Data de Lançamento      | Data de Lançamento      | Data de Lançamento      | Addons | Ref.   |
| Título                                              | Género(s)                                 | Desenvolvedor(es)                          | Publicadora(s)                            | JP                      | AN                      | PAL                     | Addons | Ref.   |
| --------------------------------------------------- | ----------------------------------------- | ------------------------------------------ | ----------------------------------------- | ----------------------- | ----------------------- | ----------------------- | ------ | ------ |
| 3D Billiards: Pool & Snooker Remastered             | Desporto                                  | Joindots                                   | Joindots                                  | Não lançado             | 19 de fevereiro de 2021 | 19 de fevereiro de 2021 |        |        |
| Abandoned                                           | Horror de sobrevivência                   | Blue Box Game Studios                      | Blue Box Game Studios                     | 2021 Q4                 | 2021 Q4                 | 2021 Q4                 |        |        |
| Alba: A Wildlife Adventure                          | Aventura                                  | Ustwo                                      | Ustwo                                     | 2021                    | 2021                    | 2021                    |        |        |
| Alex Kidd in Miracle World DX                       | Plataforma                                | Jankenteam                                 | Merge Games                               | 24 de junho de 2021     | 24 de junho de 2021     | 24 de junho de 2021     |        |        |
| Aliens                                              | Aventura                                  | Sabec Limited                              | Sebec                                     | Não lançado             | 31 de março de 2021     | 31 de março de 2021     |        |        |
| Aliens: Fireteam                                    | Aventura Tiro                             | Cold Iron Studios                          | 20th Century Games                        | 2021                    | 2021                    | 2021                    |        |        |
| All Elite Wrestling: The Game                       | Desporto                                  | Yuke's                                     | AEW Games                                 | TBA                     | TBA                     | TBA                     |        | [ 3 ]  |
| Among Us                                            | Party dedução social                      | Innersloth                                 | Innersloth                                | 2021                    | 2021                    | 2021                    |        |        |
| Anno: Mutationem                                    | Ação role-playing                         | ThinkingStars                              | ThinkingStars                             | 2021                    | 2021                    | 2021                    |        | [ 4 ]  |
| Anodyne 2: Return to Dust                           | Aventura                                  | Analgesic Productions                      | Ratalatika Games                          | Não lançado             | 18 de fevereiro de 2021 | 18 de fevereiro de 2021 |        |        |
| Apsulov: End of Gods                                | Horror                                    | Angry Demon Studios                        | Digerati Distribution                     | Não lançado             | 2021                    | 2021                    |        |        |
| Aragami 2                                           | Action-adventure stealth                  | Lince Works                                | Lince Works                               | 2021                    | 2021                    | 2021                    |        |        |
| Arcade Paradise                                     | Adventure Simulação                       | Nosebleed Interactive                      | Wired Productions                         | 2021                    | 2021                    | 2021                    |        |        |
| Arctic Awakening                                    | Aventura                                  | GoldFire Studios                           | GoldFire Studios                          | 2022                    | 2022                    | 2022                    |        |        |
| Arrog                                               | Aventura                                  | Hermanos Magia LEAP Game Studios           | nakana.io                                 | Não lançado             | 5 de fevereiro de 2021  | 5 de fevereiro de 2021  |        |        |
| Art of Rally                                        | Corridas                                  | Funselektor Labs                           | Funselektor Labs                          | 2021                    | 2021                    | 2021                    |        |        |
| Assassin's Creed Valhalla                           | Ação role-playing                         | Ubisoft Montreal                           | Ubisoft                                   | 12 de novembro de 2020  | 12 de novembro de 2020  | 19 de novembro de 2020  | CB     |        |
| Astro's Playroom                                    | 3D Plataformaer                           | Japan Studio                               | Sony Interactive Entertainment            | 12 de novembro de 2020  | 12 de novembro de 2020  | 19 de novembro de 2020  |        |        |
| Atelier Ryza 2: Lost Legends & the Secret Fairy     | Role-playing                              | Gust Co. Ltd.                              | Koei Tecmo                                | 03 de dezembro de 2021  | 26 de janeiro de 2021   | 29 de janeiro de 2021   | CB     |        |
| Atomic Heart                                        | Tiro na 1ª pessoa                         | Mundfish                                   | Mundfish                                  | TBA                     | TBA                     | TBA                     |        |        |
| Auto Chess                                          | Auto battler                              | Dragonest Game                             | Dragonest Game                            | 30 de março de 2021     | 30 de março de 2021     | 30 de março de 2021     |        |        |
| Aztech: Forgotten Gods                              | Aventura                                  | Lienzo                                     | Lienzo                                    | 2021                    | 2021                    | 2021                    |        |        |
| Back 4 Blood                                        | First-person Tiro Horror de sobrevivência | Turtle Rock Studios                        | WB Games                                  | 12 de outubro de 2021   | 12 de outubro de 2021   | 12 de outubro de 2021   | CB     |        |
| Balan Wonderworld                                   | 3D Plataformaer                           | Balan Company Arzest                       | Square Enix                               | 26 de março de 2021     | 26 de março de 2021     | 26 de março de 2021     | CB     |        |
| Black Legend                                        | Turn-based Estratégia                     | Warcave                                    | Warcave                                   | 25 de março de 2021     | 25 de março de 2021     | 25 de março de 2021     |        | [ 5 ]  |
| Black Myth: Wukong                                  | Ação role-playing                         | Game Science                               | Game Science                              | 2023                    | 2023                    | 2023                    |        |        |
| Blast Brigade vs. the Evil Legion of Dr. Cread      | Action-adventure platform                 | Allods Team Arcade                         | My.Games                                  | 2021                    | 2021                    | 2021                    |        |        |
| Blood Bowl 3                                        | Sports turn-based strategy                | Cyanide                                    | Nacon                                     | TBA                     | agosto de 2021          | agosto de 2021          |        | [ 6 ]  |
| The Binding of Isaac: Repentance                    | Roguelike                                 | Nicalis                                    | Nicalis                                   | TBA                     | 2021 Q3                 | 2021 Q3                 |        |        |
| Borderlands 3                                       | Action role-playing first-person Tiro     | Gearbox Software                           | 2K                                        | 12 de novembro de 2020  | 12 de novembro de 2020  | 19 de novembro de 2020  | CB CP  |        |
| Braid Anniversary Edition                           | Puzzle-Plataformaer                       | Thekla                                     | Thekla                                    | 2021                    | 2021                    | 2021                    |        |        |
| Bridge Constructor: The Walking Dead                | Puzzle                                    | ClockStone                                 | Headup Games                              | 15 de dezembro de 2021  | 15 de dezembro de 2021  | 15 de dezembro de 2021  | CB     |        |
| Bugsnax                                             | Adventure platform                        | Young Horses                               | Young Horses                              | 12 de novembro de 2020  | 12 de novembro de 2020  | 19 de novembro de 2020  | CB     |        |
| C14 Dating                                          | Dating Simulação                          | Ratalaika Games                            | Ratalaika Games                           | 30 de março de 2021     | 30 de março de 2021     | 30 de março de 2021     | CP     |        |
| Call of Duty: Black Ops Cold War                    | Tiro na 1ª pessoa                         | Raven Software Treyarch                    | Activision                                | 13 de novembro de 2020  | 13 de novembro de 2020  | 19 de novembro de 2020  | CP     |        |
| Call of Duty: Warzone                               | Tiro na 1ª pessoa                         | Raven Software Infinity Ward               | Activision                                | TBA                     | TBA                     | TBA                     |        | [ 7 ]  |
| Call of the Sea                                     | Adventure puzzle                          | Out of the Blue                            | Raw Fury                                  | maio de 2021            | maio de 2021            | maio de 2021            |        |        |
| The Callisto Protocol                               | Horror de sobrevivência                   | Striking Distance Studios                  | Krafton                                   | 2022                    | 2022                    | 2022                    |        |        |
| Can't Drive This                                    | Corridas                                  | Pixel Maniacs                              | Perp Games                                | 19 de março de 2021     | 19 de março de 2021     | 19 de março de 2021     |        |        |
| Chernobylite                                        | Sobrevivência                             | The Farm 51                                | All In! Games                             | 2021                    | 2021                    | 2021                    |        |        |
| Chicory: A Colorful Tale                            | Adventure puzzle                          | Greg Lobanov                               | Finji                                     | 2021                    | 2021                    | 2021                    |        | [ 8 ]  |
| Chivalry 2                                          | Hack and slash                            | Torn Banner Studios                        | Deep Silver Tripwire Interactive          | 8 de junho de 2021      | 8 de junho de 2021      | 8 de junho de 2021      | CP     |        |
| Chorus                                              | Space combat                              | Fishlabs                                   | Deep Silver                               | TBA                     | 2021                    | 2021                    |        | [ 9 ]  |
| Concept Destruction                                 | Combate de Veículos                       | Ratalaika Games                            | Ratalaika Games                           | Não lançado             | 12 de novembro de 2020  | 23 de novembro de 2020  | CB     |        |
| Control: Ultimate Edition                           | Tiro na 3ª pessoa action-adventure        | Remedy Entertainment                       | 505 Games                                 | 02 de fevereiro de 2021 | 02 de fevereiro de 2021 | 02 de fevereiro de 2021 | CB     |        |
| Crash Bandicoot 4: It's About Time                  | Plataforma                                | Toys for Bob                               | Activision                                | TBA                     | 12 de março de 2021     | 12 de março de 2021     | CB     |        |
| Crimson Desert                                      | Aventura                                  | Pearl Abyss                                | Pearl Abyss                               | 2021                    | 2021                    | 2021                    |        |        |
| Crimsonland                                         | Shoot 'em up                              | 10tons                                     | 10tons                                    | Não lançado             | 20 de janeiro de 2021   | 20 de janeiro de 2021   | CB     |        |
| Cris Tales                                          | Ação role-playing                         | Dreams Uncorporated SYCK                   | Modus Games                               | 20 de julho de 2021     | 20 de julho de 2021     | 20 de julho de 2021     |        |        |
| CRSED: F.O.A.D.                                     | Tiro na 1ª pessoa                         | Darkflow Studio                            | Gaijin Entertainment                      | 15 de dezembro de 2021  | 15 de dezembro de 2021  | 15 de dezembro de 2021  |        |        |
| Cthulhu Saves Christmas                             | Role-playing                              | Zeboyd Games                               | Zeboyd Games                              | TBA                     | TBA                     | TBA                     |        |        |
| Curse of the Sea Rats                               | Metroidvania                              | Petoon Studios                             | PQube                                     | 2021                    | 2021                    | 2021                    |        |        |
| Cyberpunk 2077                                      | Ação role-playing                         | CD Projekt Red                             | CD Projekt                                | 2021                    | 2021                    | 2021                    | CB     |        |
| Cyber Shadow                                        | Action platform                           | Mechanical Head Studios                    | Yacht Club Games                          | Não lançado             | 26 de janeiro de 2021   | 26 de janeiro de 2021   | CB     |        |
| CYGNI: All Guns Blazing                             | Tiro                                      | KeelWorks                                  | KeelWorks                                 | 2021                    | 2021                    | 2021                    |        | [ 5 ]  |
| The Dark Pictures Anthology: House of Ashes         | Interactive drama Horror de sobrevivência | Supermassive Games                         | Bandai Namco Entertainment                | 2021                    | 2021                    | 2021                    | CB     |        |
| DARQ: Complete Edition                              | Psychological horror                      | Unfold Games                               | Feardemic                                 | 2021                    | 2021                    | 2021                    |        | [ 5 ]  |
| Dawn of the Monsters                                | Beat 'em up                               | 13AM Games                                 | WayForward                                | 2021                    | 2021                    | 2021                    |        | [ 10 ] |
| DC Universe Online                                  | Massively multiplayer online action       | Dimensional Ink Games                      | Daybreak Game Company                     | TBA                     | TBA                     | TBA                     |        |        |
| Dead by Daylight                                    | Horror de sobrevivência                   | Behaviour Interactive                      | Behaviour Interactive                     | 11 de novembro de 2020  | 12 de novembro de 2020  | 12 de novembro de 2020  | CB CP  |        |
| Deathloop                                           | Aventura                                  | Arkane Studios                             | Bethesda Softworks                        | 14 de setembro de 2021  | 14 de setembro de 2021  | 14 de setembro de 2021  |        |        |
| Deliver Us The Moon                                 | Aventura                                  | KeokeN Interactive                         | Wired Productions                         | TBA                     | TBA                     | TBA                     | CB     |        |
| Demon's Souls                                       | Ação role-playing                         | Bluepoint Games Japan Studio               | Sony Interactive Entertainment            | 12 de novembro de 2020  | 12 de novembro de 2020  | 19 de novembro de 2020  |        |        |
| Demon Slayer: Kimetsu no Yaiba – Hinokami Keppuutan | Fighting                                  | CyberConnect2                              | Aniplex                                   | 2021                    | TBA                     | TBA                     |        |        |
| Destiny 2                                           | Tiro na 1ª pessoa                         | Bungie                                     | Bungie                                    | 8 de dezembro de 2021   | 8 de dezembro de 2021   | 8 de dezembro de 2021   | CB CP  |        |
| Destruction AllStars                                | Combate de Veículos                       | Lucid Games Wushu Studios                  | Sony Interactive Entertainment            | 02 de fevereiro de 2021 | 02 de fevereiro de 2021 | 02 de fevereiro de 2021 |        |        |
| Devil May Cry 5: Special Edition                    | Action-adventure hack and slash           | Capcom                                     | Capcom                                    | 12 de novembro de 2020  | 12 de novembro de 2020  | 19 de novembro de 2020  |        |        |
| Diablo II: Resurrected                              | Action role-playing hack and slash        | Vicarious Visions                          | Blizzard Entertainment                    | 2021                    | 2021                    | 2021                    |        |        |
| Dinos Reborn                                        | Survival action                           | HardCodeWay                                | Vision Edge Entertainment                 | 2022                    | 2022                    | 2022                    |        |        |
| Dirt 5                                              | Corridas                                  | Codemasters                                | Codemasters                               | 12 de novembro de 2020  | 12 de novembro de 2020  | 19 de novembro de 2020  | CB     |        |
| Disco Elysium: The Final Cut                        | Role-playing                              | ZA/UM                                      | ZA/UM                                     | 30 de março de 2021     | 30 de março de 2021     | 30 de março de 2021     | CB     |        |
| Doom Eternal                                        | Tiro na 1ª pessoa                         | id Software                                | Bethesda Softworks                        | TBA                     | TBA                     | TBA                     | CB     |        |
| Dreaming Sarah                                      | Adventure platformer                      | Asteristic Game Studio                     | Ratalaika Games                           | Não lançado             | 05 de março de 2021     | 05 de março de 2021     | CB     |        |
| Dungeons & Bombs                                    | Puzzle                                    | PigeonDev                                  | Sometimes You                             | Não lançado             | 26 de fevereiro de 2021 | 26 de fevereiro de 2021 |        |        |
| Dungeons & Dragons: Dark Alliance                   | Role-playing                              | Tuque Games                                | Wizards of the Coast                      | 22 de junho de 2021     | 22 de junho de 2021     | 22 de junho de 2021     |        |        |
| Dustborn                                            | Aventura                                  | Red Thread Games                           | Red Thread Games                          | 2021                    | 2021                    | 2021                    |        | [ 9 ]  |
| Dying Light 2                                       | Horror de sobrevivência                   | Techland                                   | Techland Publishing                       | TBA                     | TBA                     | TBA                     |        |        |
| Dynasty Warriors 9: Empires                         | Hack and slash                            | Omega Force                                | Koei Tecmo                                | TBA                     | TBA                     | TBA                     |        |        |
| Edge of Eternity                                    | Role-playing                              | Midgard Studio                             | Dear Villagers                            | 2021                    | 2021                    | 2021                    |        |        |
| Eiyuden Chronicle: Hundred Heroes                   | Japanese role-playing                     | Rabbit & Bear Studios                      | 505 Games                                 | 2022                    | 2022                    | 2022                    |        |        |
| The Elder Scrolls Online                            | MMORPG                                    | ZeniMax Online Studios                     | Bethesda Softworks                        | 08 de junho de 2021     | 08 de junho de 2021     | 08 de junho de 2021     | CB     |        |
| Endless Dungeon                                     | Roguelike                                 | Amplitude Studios                          | Sega                                      | TBA                     | TBA                     | TBA                     |        | [ 11 ] |
| Enlisted                                            | Tiro na 1ª pessoa                         | Darkflow Software                          | Gaijin Entertainment                      | 2 de março de 2021      | 2 de março de 2021      | 2 de março de 2021      |        |        |
| Escape from Life Inc                                | Aventura                                  | Sometimes You                              | Sometimes You                             | 30 de março de 2021     | 30 de março de 2021     | 30 de março de 2021     |        |        |
| Evergate                                            | Puzzle-Plataforma                         | Stone Lantern Games                        | PQube                                     | 04 de junho de 2021     | 04 de junho de 2021     | 04 de junho de 2021     |        |        |
| Evil Dead: The Game                                 | Horror de sobrevivência                   | Boss Team Games                            | Saber Interactive                         | 2021                    | 2021                    | 2021                    |        |        |
| Evil West                                           | Aventura                                  | Flying Wild Hog                            | Focus Home Interactive                    | 2021                    | 2021                    | 2021                    |        | [ 12 ] |
| Exophobia                                           | Tiro na 1ª pessoa                         | Zarc Attack                                | PM Studios                                | Não lançado             | 05 de outubro de 2021   | 05 de outubro de 2021   |        |        |
| F1 2021                                             | Corridas                                  | Codemasters                                | Electronic Arts                           | TBA                     | 16 de julho de 2021     | 16 de julho de 2021     |        |        |
| Far Cry 6                                           | Tiro na 1ª pessoa                         | Ubisoft Toronto                            | Ubisoft                                   | TBA                     | TBA                     | TBA                     | CB     |        |
| FIFA 21                                             | Desporto                                  | EA Vancouver                               | Electronic Arts                           | 04 de dezembro de 2021  | 04 de dezembro de 2021  | 04 de dezembro de 2021  |        |        |
| Final Fantasy VII Remake Intergrade                 | Ação role-playing                         | Square Enix                                | Square Enix                               | 10 de junho de 2021     | 10 de junho de 2021     | 10 de junho de 2021     | CB     |        |
| Final Fantasy XIV                                   | MMORPG                                    | Square Enix                                | Square Enix                               | TBA                     | TBA                     | TBA                     | CB     | [ 13 ] |
| Final Fantasy XVI                                   | Ação role-playing                         | Square Enix                                | Square Enix                               | TBA                     | TBA                     | TBA                     |        |        |
| Fire Commander                                      | Estratégia em tempo real                  | Atomix Wolf Pixel Crow                     | Movie Games                               | TBA                     | TBA                     | TBA                     |        |        |
| F.I.S.T.: Forged in Shadow Torch                    | Ação                                      | TiGAMES                                    | Bilibili                                  | 2021 Q1/Q2              | 2021 Q1/Q2              | 2021 Q1/Q2              |        | [ 14 ] |
| Five Nights at Freddy's: Security Breach            | Horror de sobrevivência                   | Steel Wool Studios                         | ScottGames                                | 2021                    | 2021                    | 2021                    |        |        |
| Flea Madness                                        | Ação                                      | Missset                                    | Crytivo Games                             | 2021                    | 2021                    | 2021                    |        | [ 5 ]  |
| Flipper Mechanic                                    | Simulação                                 | SimFabric                                  | SimFabric                                 | TBA                     | TBA                     | TBA                     |        | [ 15 ] |
| Foreclosed                                          | Aventura                                  | Antab                                      | Merge Games                               | 2021                    | 2021                    | 2021                    |        |        |
| Forspoken                                           | Ação role-playing                         | Luminous Productions                       | Square Enix                               | 2022                    | 2022                    | 2022                    |        |        |
| Fortnite                                            | Battle royale sandbox survival            | Epic Games                                 | Epic Games                                | 12 de novembro de 2020  | 12 de novembro de 2020  | 19 de novembro de 2020  | CP     |        |
| Freddy Spaghetti                                    | Action-adventure Simulação                | Playful Pasta                              | Ratalaika Games                           | Não lançado             | 16 de dezembro de 2021  | 16 de dezembro de 2021  | CB     |        |
| Genshin Impact                                      | Ação role-playing                         | miHoYo                                     | miHoYo                                    | 28 de abril de 2021     | 28 de abril de 2021     | 28 de abril de 2021     |        |        |
| Ghostrunner                                         | Action platform                           | One More Level                             | All in! Games 505 Games                   | 2021 Q3/Q4              | 2021 Q3/Q4              | 2021 Q3/Q4              | CB     |        |
| Ghostwire: Tokyo                                    | Aventura                                  | Tango Gameworks                            | Bethesda Softworks                        | 2021                    | 2021                    | 2021                    |        |        |
| Godfall                                             | Ação role-playing                         | Counterplay Games                          | Gearbox Publishing                        | 12 de novembro de 2020  | 12 de novembro de 2020  | 19 de novembro de 2020  |        |        |
| Untitled God of War sequel                          | Action-adventure hack and slash           | Santa Monica Studio                        | Sony Interactive Entertainment            | 2021                    | 2021                    | 2021                    |        |        |
| Goonya Fighter: Purupuru Shokkan Edition            | Fighting party                            | Mutan                                      | Mutan                                     | 12 de novembro de 2020  | 12 de novembro de 2020  | 19 de novembro de 2020  |        | [ 16 ] |
| Goodbye Volcano High                                | Aventura                                  | KO_OP                                      | TBA                                       | 2021                    | 2021                    | 2021                    |        |        |
| Gotham Knights                                      | Aventura                                  | WB Games Montréal                          | WB Games                                  | 2022                    | 2022                    | 2022                    |        |        |
| Gothic Remake                                       | Ação role-playing                         | THQ Nordic Barcelona                       | THQ Nordic                                | TBA                     | TBA                     | TBA                     |        |        |
| Gran Turismo 7                                      | Corridas Simulação                        | Polyphony Digital                          | Sony Interactive Entertainment            | 2022                    | 2022                    | 2022                    |        |        |
| Granblue Fantasy: Relink                            | Ação role-playing                         | Cygames                                    | Cygames                                   | TBA                     | TBA                     | TBA                     |        |        |
| Grand Theft Auto V                                  | Aventura                                  | Rockstar North                             | Rockstar Games                            | 2021 Q3/Q4              | 2021 Q3/Q4              | 2021 Q3/Q4              |        |        |
| Grand Theft Auto Online                             | Aventura                                  | Rockstar North                             | Rockstar Games                            | 2021 Q3/Q4              | 2021 Q3/Q4              | 2021 Q3/Q4              |        |        |
| Graven                                              | Action-adventure first-person Tiro        | Slipgate Ironworks                         | 3D Realms 1C Entertainment                | 2021                    | 2021                    | 2021                    |        |        |
| GraviFire                                           | Puzzle                                    | Potata Company                             | Sometimes You                             | Não lançado             | 03 de março de 2021     | 03 de março de 2021     |        |        |
| GreedFall                                           | Ação-role playing                         | Spiders                                    | Focus Home Interactive                    | TBA                     | TBA                     | TBA                     |        |        |
| Guilty Gear Strive                                  | Fighting                                  | Arc System Works                           | Arc System Works                          | 11 de junho de 2021     | 11 de junho de 2021     | 11 de junho de 2021     | CB     |        |
| Haunted Space                                       | Action horror                             | Italian Games Factory                      | Merge Games                               | TBA                     | TBA                     | TBA                     |        |        |
| Haven                                               | Role-playing adventure                    | The Game Bakers                            | The Game Bakers                           | 3 de dezembro de 2021   | 3 de dezembro de 2021   | 3 de dezembro de 2021   |        |        |
| Heavenly Bodies                                     | Space station Simulação                   | 2pt Interactive                            | 2pt Interactive                           | 2021                    | 2021                    | 2021                    |        | [ 9 ]  |
| Hell Let Loose                                      | Tiro na 1ª pessoa                         | Black Matter                               | Team17                                    | 2021                    | 2021                    | 2021                    |        |        |
| Hellpoint                                           | Ação role-playing                         | Cradle Games                               | TinyBuild                                 | 2021                    | 2021                    | 2021                    | CB     |        |
| Hitman 3                                            | Stealth                                   | IO Interactive                             | IO Interactive                            | TBA                     | 20 de janeiro de 2021   | 20 de janeiro de 2021   | CB     |        |
| Hogwarts Legacy                                     | Ação role-playing                         | Avalanche Software                         | Portkey Games                             | 2022                    | 2022                    | 2022                    |        |        |
| Hood: Outlaws & Legends                             | Aventura                                  | Sumo Digital                               | Focus Home Interactive                    | 10 de maio de 2021      | 10 de maio de 2021      | 10 de maio de 2021      |        | [ 9 ]  |
| Horizon Forbidden West                              | Ação role-playing                         | Guerrilla Games                            | Sony Interactive Entertainment            | 2021 Q3/Q4              | 2021 Q3/Q4              | 2021 Q3/Q4              | CB     |        |
| Hot Wheels Unleashed                                | Corridas                                  | Milestone                                  | Milestone                                 | 30 de setembro de 2021  | 30 de setembro de 2021  | 30 de setembro de 2021  |        |        |
| Hotel Life: A Resort Simulator                      | Business Simulação                        | RingZero Game Studio                       | Nacon                                     | 26 de agosto de 2021    | 26 de agosto de 2021    | 26 de agosto de 2021    |        |        |
| Hunter's Arena: Legends                             | MMORPG                                    | Mantisco                                   | Mantisco                                  | TBA                     | TBA                     | TBA                     |        |        |
| Immortals Fenyx Rising                              | Aventura                                  | Ubisoft Quebec                             | Ubisoft                                   | 03 de dezembro de 2021  | 03 de dezembro de 2021  | 03 de dezembro de 2021  | CB     |        |
| Infliction: Extended Cut                            | Adventure horror                          | Caustic Reality                            | Blowfish Studios                          | Não lançado             | 22 de dezembro de 2021  | 23 de dezembro de 2021  |        |        |
| In Rays of the Light                                | Aventura                                  | Sergey Noskov                              | Somestimes You                            | Não lançado             | 17 de março de 2021     | 17 de março de 2021     |        |        |
| In Sound Mind                                       | Psychological Horror                      | We Create Stuff                            | Modus Games                               | Não lançado             | 03 de agosto de 2021    | 03 de agosto de 2021    |        |        |
| Insurgency: Sandstorm                               | Tiro na 1ª pessoa                         | New World Interactive                      | Focus Home Interactive                    | 2021                    | 2021                    | 2021                    |        |        |
| It Takes Two                                        | Ação-aventura plataforma                  | Hazelight Studios                          | Electronic Arts                           | 26 de março de 2021     | 26 de março de 2021     | 26 de março de 2021     |        | [ 17 ] |
| Jett: The Far Shore                                 | Aventura                                  | Superbrothers Pine Scented                 | Superbrothers                             | 2021                    | 2021                    | 2021                    |        | [ 9 ]  |
| Judgment                                            | Aventura                                  | Ryu Ga Gotoku Studio                       | Sega                                      | 23 de abril de 2021     | 23 de abril de 2021     | 23 de abril de 2021     |        |        |
| Just Dance 2021                                     | Music                                     | Ubisoft Paris                              | Ubisoft                                   | 24 de novembro de 2020  | 24 de novembro de 2020  | 24 de novembro de 2020  | CB     |        |
| Jydge                                               | Tiro                                      | 10tons                                     | 10tons                                    | Não lançado             | 19 de novembro de 2020  | 19 de novembro de 2020  | CB     |        |
| Kena: Bridge of Spirits                             | Aventura                                  | Ember Lab                                  | Ember Lab                                 | 24 de agosto de 2021    | 24 de agosto de 2021    | 24 de agosto de 2021    | CB     |        |
| King Arthur: Knight's Tale                          | Tactical role-playing                     | NeocoreGames                               | NeocoreGames                              | TBA                     | TBA                     | TBA                     |        | [ 18 ] |
| King Oddball                                        | Puzzle                                    | 10tons                                     | 10tons                                    | Não lançado             | 12 de novembro de 2020  | 12 de novembro de 2020  | CB     |        |
| Kingdom of Arcadia                                  | Aventura                                  | Spoonbox Studio                            | EastAsiaSoft                              | Não lançado             | 14 de abril de 2021     | 13 de abril de 2021     |        |        |
| Knockout City                                       | Desporto                                  | Velan Studios                              | Electronic Arts                           | 20 de maio de 2021      | 20 de maio de 2021      | 20 de maio de 2021      |        |        |
| Last Stop                                           | Aventura                                  | Variable State                             | Annapurna Interactive                     | julho de 2021           | julho de 2021           | julho de 2021           |        |        |
| The Last Worker                                     | Aventura                                  | Oiffy Wolf & Wood                          | Wired Productions                         | 2022                    | 2022                    | 2022                    |        |        |
| Lego Star Wars: The Skywalker Saga                  | Aventura                                  | Traveller's Tales                          | WB Games                                  | TBA                     | TBA                     | TBA                     |        |        |
| Lemnis Gate                                         | Tiro na 1ª pessoa                         | Ratloop Games Canada                       | Frontier Foundry                          | 2021                    | 2021                    | 2021                    |        |        |
| Life Is Strange Remastered Collection               | Graphic Aventura                          | Dontnod Entertainment Deck Nine            | Square Enix                               | 2021                    | 2021                    | 2021                    |        |        |
| Life Is Strange: True Colors                        | Graphic Aventura                          | Deck Nine                                  | Square Enix                               | 10 de setembro de 2021  | 10 de setembro de 2021  | 10 de setembro de 2021  |        |        |
| Little Devil Inside                                 | Aventura                                  | Neostream Interactive                      | Neostream Interactive                     | TBA                     | TBA                     | TBA                     |        |        |
| Little Nightmares II                                | Puzzle-platformer Horror de sobrevivência | Tarsier Studios                            | Bandai Namco Entertainment                | 2021                    | 2021                    | 2021                    | CB     |        |
| The Lord of the Rings: Gollum                       | Aventura                                  | Daedalic Entertainment                     | Daedalic Entertainment                    | TBA                     | 2021                    | 2021                    |        |        |
| Lords of the Fallen 2                               | Ação role-playing                         | Hexworks                                   | CI Games                                  | TBA                     | TBA                     | TBA                     |        | [ 19 ] |
| Lost Judgment                                       | Aventura                                  | Ryu Ga Gotoku Studio                       | Sega                                      | 24 de setembro de 2021  | 24 de setembro de 2021  | 24 de setembro de 2021  | CB     |        |
| Lost Soul Aside                                     | Ação                                      | Ultizero Games                             | Ultizero Games                            | TBA                     | TBA                     | TBA                     |        |        |
| Madden NFL 21                                       | Desporto                                  | EA Tiburon                                 | Electronic Arts                           | 04 de dezembro de 2021  | 04 de dezembro de 2021  | 04 de dezembro de 2021  |        |        |
| Maneater                                            | Ação role-playing                         | Tripwire Interactive Blindside Interactive | Tripwire Interactive                      | 16 de dezembro de 2021  | 12 de novembro de 2020  | 19 de novembro de 2020  | CB     |        |
| Maquette                                            | Puzzle                                    | Graceful Decay                             | Annapurna Interactive                     | 02 de março de 2021     | 02 de março de 2021     | 02 de março de 2021     |        | [ 9 ]  |
| Martha Is Dead                                      | Psychological horror                      | LKA                                        | Wired Productions                         | 2021 Q1                 | 2021 Q1                 | 2021 Q1                 |        | [ 6 ]  |
| Marvel's Avengers                                   | Aventura                                  | Crystal Dynamics                           | Square Enix                               | 18 de março de 2021     | 18 de março de 2021     | 18 de março de 2021     | CB CP  |        |
| Marvel's Spider-Man: Miles Morales                  | Aventura                                  | Insomniac Games                            | Sony Interactive Entertainment            | 12 de novembro de 2020  | 12 de novembro de 2020  | 19 de novembro de 2020  | CB     |        |
| Marvel's Spider-Man Remastered                      | Aventura                                  | Insomniac Games                            | Sony Interactive Entertainment            | 12 de novembro de 2020  | 12 de novembro de 2020  | 19 de novembro de 2020  |        |        |
| Megaton Musashi                                     | Ação role-playing                         | Level-5                                    | Level-5                                   | TBA                     | Não lançado             | Não lançado             |        | [ 20 ] |
| Metal: Hellsinger                                   | First-person Tiro rhythm                  | The Outriders                              | Funcom                                    | 2021                    | 2021                    | 2021                    |        | [ 6 ]  |
| Metro Exodus                                        | First-person Tiro Horror de sobrevivência | 4A Games                                   | Deep Silver                               | 18 de junho de 2021     | 18 de junho de 2021     | 18 de junho de 2021     | CB     |        |
| MicroMan                                            | Action-adventure survival                 | Glob Games Studios                         | Glob Games Studios                        | TBA                     | TBA                     | TBA                     |        | [ 18 ] |
| MLB The Show 21                                     | Desporto                                  | San Diego Studio                           | Sony Interactive Entertainment            | 20 de abril de 2021     | 20 de abril de 2021     | 20 de abril de 2021     | CP     | [ 21 ] |
| Mobile Suit Gundam: Battle Operation 2              | Tiro na 3ª pessoa                         | Bandai Namco Studios                       | Bandai Namco Entertainment                | 28 de janeiro de 2021   | 28 de janeiro de 2021   | 28 de janeiro de 2021   |        |        |
| Monster Boy and the Cursed Kingdom                  | Plataforma                                | Game Atelier                               | FDG Entertainment                         | TBA                     | TBA                     | TBA                     | CB     |        |
| Monster Energy Supercross: The Official Videogame 4 | Corridas                                  | Milestone                                  | Milestone                                 | 11 de março de 2021     | 11 de março de 2021     | 11 de março de 2021     |        |        |
| Monster Truck Championship                          | Corridas                                  | Maximum Games                              | Maximum Games                             | Não lançado             | 16 de março de 2021     | 11 de março de 2021     |        |        |
| Mortal Kombat 11                                    | Fighting                                  | NetherRealm Studios                        | WB Games                                  | Não lançado             | 17 de novembro de 2020  | 19 de novembro de 2020  | CB CP  |        |
| Mortal Shell: Enhanced Edition                      | Ação role-playing                         | Cold Symmetry                              | Playstack                                 | 20 de maio de 2021      | 04 de março de 2021     | 04 de março de 2021     |        |        |
| MotoGP 21                                           | Corridas                                  | Milestone                                  | Milestone                                 | Não lançado             | 22 de abril de 2021     | 22 de abril de 2021     |        |        |
| Mundaun                                             | Adventure horror                          | Hidden Fields                              | MVM Interactive                           | 2021                    | 2021                    | 2021                    |        |        |
| MXGP 2020                                           | Corridas                                  | Milestone                                  | Milestone                                 | 14 de janeiro de 2021   | 14 de janeiro de 2021   | 14 de janeiro de 2021   |        |        |
| My Time at Sandrock                                 | Role-playing Simulação                    | Pathea Games                               | Pathea Games                              | 2022                    | 2022                    | 2022                    |        |        |
| NBA 2K21                                            | Desporto                                  | Visual Concepts                            | 2K Desporto                               | 12 de novembro de 2020  | 12 de novembro de 2020  | 19 de novembro de 2020  |        |        |
| Necromunda: Hired Gun                               | Tiro na 1ª pessoa                         | Streum On Studio                           | Focus Home Interactive                    | 1 de junho de 2021      | 1 de junho de 2021      | 1 de junho de 2021      |        |        |
| Neptunia re★Verse                                   | Role-playing                              | Compile Heart                              | Compile Heart                             | 17 de dezembro de 2021  | 08 de junho de 2021     | 11 de junho de 2021     |        |        |
| Neptunia Tiro                                       | Shoot 'em up                              | Idea Factory International                 | Idea Factory                              | 17 de dezembro de 2021  | TBA                     | TBA                     |        |        |
| Nioh Remastered                                     | Action role-playing hack and slash        | Team Ninja                                 | Sony Interactive Entertainment Koei Tecmo | 05 de fevereiro de 2021 | 05 de fevereiro de 2021 | 05 de fevereiro de 2021 |        |        |
| Nioh 2 Remastered                                   | Action role-playing hack and slash        | Team Ninja                                 | Sony Interactive Entertainment Koei Tecmo | 05 de fevereiro de 2021 | 05 de fevereiro de 2021 | 05 de fevereiro de 2021 | CB     |        |
| No Man's Sky                                        | Action-adventure survival                 | Hello Games                                | Hello Games                               | 12 de novembro de 2020  | 12 de novembro de 2020  | 19 de novembro de 2020  | CB CP  |        |
| Nour: Play With Your Food                           | Exploration                               | Terrifying Jellyfish                       | Panic                                     | 2021                    | 2021                    | 2021                    |        | [ 18 ] |
| Observer: System Redux                              | Psychological horror                      | Bloober Team                               | Aspyr                                     | 12 de novembro de 2020  | 12 de novembro de 2020  | 19 de novembro de 2020  |        |        |
| Oddworld: Soulstorm                                 | Plataforma                                | Oddworld Inhabitants                       | Oddworld Inhabitants                      | 06 de abril de 2021     | 06 de abril de 2021     | 06 de abril de 2021     |        |        |
| OlliOlli World                                      | Desporto                                  | Roll7                                      | Private Division                          | 2021                    | 2021                    | 2021                    |        |        |
| Open Roads                                          | Mystery-thriller                          | Fullbright                                 | Annapurna Interactive                     | 2021                    | 2021                    | 2021                    |        |        |
| Operation: Tango                                    | Aventura                                  | Clever Plays                               | Clever Plays                              | 1 de junho de 2021      | 1 de junho de 2021      | 1 de junho de 2021      |        |        |
| Outbreak                                            | Horror                                    | Dead Drop Studios                          | Dead Drop Studios                         | Não lançado             | 14 de janeiro de 2021   | 14 de janeiro de 2021   |        |        |
| Outbreak: Epidemic                                  | Horror                                    | Dead Drop Studios                          | Dead Drop Studios                         | Não lançado             | 24 de dezembro de 2021  | 24 de dezembro de 2021  |        |        |
| Outbreak: Lost Hope                                 | Horror                                    | Dead Drop Studios                          | Dead Drop Studios                         | Não lançado             | 07 de janeiro de 2021   | 07 de janeiro de 2021   |        |        |
| Outbreak: The New Nightmare                         | Horror                                    | Dead Drop Studios                          | Dead Drop Studios                         | Não lançado             | 17 de dezembro de 2021  | 17 de dezembro de 2021  |        |        |
| Outbreak: The Nightmare Chronicles                  | Horror                                    | Dead Drop Studios                          | Dead Drop Studios                         | Não lançado             | 31 de dezembro de 2021  | 31 de dezembro de 2021  |        |        |
| Outriders                                           | Tiro na 3ª pessoa                         | People Can Fly                             | Square Enix                               | 1 de abril de 2021      | 1 de abril de 2021      | 1 de abril de 2021      | CB CP  |        |
| Overcooked! All You Can Eat                         | Action family                             | Ghost Town Games Team17                    | Team17                                    | 12 de novembro de 2020  | 12 de novembro de 2020  | 19 de novembro de 2020  | CP     |        |
| Override 2: Super Mech League                       | Beat 'em up                               | Modus Studios Brazil                       | Modus Games                               | 22 de dezembro de 2021  | 22 de dezembro de 2021  | 22 de dezembro de 2021  | CB     | [ 5 ]  |
| Panda Hero Remastered                               | Plataforma                                | Markt & Technik                            | Markt & Technik                           | Não lançado             | 22 de janeiro de 2021   | 23 de janeiro de 2021   |        |        |
| Paradise Lost                                       | Aventura                                  | PolyAmorous                                | All in! Games                             | TBA                     | TBA                     | TBA                     |        | [ 9 ]  |
| Party Crasher Simulator                             | Simulação                                 | Glob Games Studio                          | Glob Games Studio                         | 2021                    | 2021                    | 2021                    |        | [ 5 ]  |
| The Pathless                                        | Aventura                                  | Giant Squid                                | Annapurna Interactive                     | 12 de novembro de 2020  | 12 de novembro de 2020  | 19 de novembro de 2020  | CB     |        |
| The Pedestrian                                      | Puzzle                                    | Skookum Arts                               | Skookum Arts                              | Não lançado             | 29 de janeiro de 2021   | 29 de janeiro de 2021   |        |        |
| The Persistence Enhanced                            | Aventura                                  | Firesprite                                 | Perp Games                                | Não lançado             | 04 de junho de 2021     | 04 de junho de 2021     | CB     |        |
| Ping Redux                                          | Arcade                                    | Nami Tentou                                | Nami Tentou                               | Não lançado             | 25 de fevereiro de 2021 | Não lançado             |        |        |
| Planet Coaster: Console Edition                     | Simulação                                 | Frontier Developments                      | Frontier Developments                     | 12 de novembro de 2020  | 12 de novembro de 2020  | 19 de novembro de 2020  | CB     |        |
| Poker Club                                          | Card & board                              | Ripstone                                   | Ripstone                                  | Não lançado             | 20 de novembro de 2020  | 20 de novembro de 2020  | CB CP  |        |
| Praey for the Gods                                  | Action-adventure Sobrevivência            | No Matter Studios                          | No Matter Studios                         | 2021 Q1                 | 2021 Q1                 | 2021 Q1                 | CB     |        |
| Pragmata                                            | Aventura                                  | Capcom                                     | Capcom                                    | TBA                     | TBA                     | TBA                     |        |        |
| Psikyo Shooting Collection                          | Arcade shoot 'em up                       | Zerodiv                                    | City Connection                           | TBA                     | TBA                     | TBA                     |        | [ 22 ] |
| Puyo Puyo Tetris 2                                  | Puzzle                                    | Sonic Team                                 | Sega                                      | 10 de dezembro de 2021  | 8 de dezembro de 2021   | 8 de dezembro de 2021   | CB     |        |
| Quantum Error                                       | Tiro na 1ª pessoa                         | TeamKill Media                             | TeamKill Media                            | TBA                     | TBA                     | TBA                     |        | [ 9 ]  |
| Ratchet & Clank: Rift Apart                         | Action-adventure platform                 | Insomniac Games                            | Sony Interactive Entertainment            | 11 de junho de 2021     | 11 de junho de 2021     | 11 de junho de 2021     |        |        |
| Read Only Memories: Neurodiver                      | Aventura                                  | MidBoss                                    | MidBoss                                   | Q1 2022                 | Q1 2022                 | Q1 2022                 |        |        |
| Recompile                                           | Plataforma                                | Phigames                                   | Phigames                                  | TBA                     | TBA                     | TBA                     |        | [ 9 ]  |
| Renzo Racer                                         | Arcade Corridas                           | EnsenaSoft                                 | Joindots                                  | Não lançado             | 25 de janeiro de 2021   | 25 de janeiro de 2021   |        |        |
| Resident Evil Village                               | Horror de sobrevivência                   | Capcom                                     | Capcom                                    | 07 de maio de 2021      | 07 de maio de 2021      | 07 de maio de 2021      | CB     |        |
| Returnal                                            | Tiro na 3ª pessoa                         | Housemarque                                | Sony Interactive Entertainment            | 30 de abril de 2021     | 30 de abril de 2021     | 30 de abril de 2021     |        |        |
| Ride 4                                              | Corridas                                  | Milestone                                  | Milestone                                 | 21 de janeiro de 2021   | 21 de janeiro de 2021   | 21 de janeiro de 2021   | CB     |        |
| Riders Republic                                     | Corridas                                  | Ubisoft Annecy                             | Ubisoft                                   | 2021                    | 2021                    | 2021                    | CB     |        |
| RiMS Racing                                         | Corridas                                  | RaceWard Studio                            | Nacon                                     | 19 de agosto de 2021    | 19 de agosto de 2021    | 19 de agosto de 2021    |        |        |
| Rise of the Slime                                   | Adventure roguelike                       | Bunkovsky Games                            | Playstack                                 | 2021 Q2                 | 2021 Q2                 | 2021 Q2                 |        |        |
| Rogue Company                                       | Tiro na 3ª pessoa                         | First Watch Games                          | Hi-Rez Studios                            | 30 de março de 2021     | 30 de março de 2021     | 30 de março de 2021     |        |        |
| Romancelvania: BATchelor's Curse                    | Metroidvania base-building                | Deep End Games                             | Deep End Games                            | 2021                    | 2021                    | 2021                    |        | [ 23 ] |
| Roots of Pacha                                      | Role-playing farming Simulação            | Soda Den                                   | Crytivo                                   | 2021                    | 2021                    | 2021                    |        | [ 6 ]  |
| Ruined King: A League of Legends Story              | Role-playing                              | Airship Syndicate                          | Riot Forge                                | 2021                    | 2021                    | 2021                    |        |        |
| Ruinverse                                           | Role-playing                              | Exe Create                                 | KEMCO                                     | 31 de março de 2021     | 01 de abril de 2021     | 01 de abril de 2021     | CB     |        |
| Sackboy: A Big Adventure                            | Plataforma 3D                             | Sumo Digital                               | Sony Interactive Entertainment            | 12 de novembro de 2020  | 12 de novembro de 2020  | 19 de novembro de 2020  | CB CP  |        |
| Scarlet Nexus                                       | Ação role-playing                         | Bandai Namco Studios                       | Bandai Namco Entertainment                | 25 de junho de 2021     | 25 de junho de 2021     | 25 de junho de 2021     |        | [ 18 ] |
| Season                                              | Aventura                                  | Scavengers studio                          | Scavengers studio                         | TBA                     | TBA                     | TBA                     |        |        |
| Shakedown: Hawaii                                   | Aventura                                  | Vblank Entertainment                       | Vblank Entertainment                      | 15 de dezembro de 2021  | 15 de dezembro de 2021  | 15 de dezembro de 2021  | CB     |        |
| Sherlock Holmes: Chapter One                        | Aventura                                  | Frogwares                                  | Frogwares                                 | 2021                    | 2021                    | 2021                    |        |        |
| Shing!                                              | Beat 'em up                               | Mass Creation                              | Mass Creation                             | Não lançado             | 18 de março de 2021     | 18 de março de 2021     |        |        |
| Sifu                                                | Beat 'em up                               | Sloclap                                    | Sloclap                                   | 2021                    | 2021                    | 2021                    |        |        |
| Sinfeld Remastered                                  | Action horror                             | RareBird Games                             | RareBird Games                            | Não lançado             | TBA                     | TBA                     |        |        |
| Sniper Ghost Warrior Contracts 2                    | Tactical Tiro stealth                     | CI Games                                   | CI Games                                  | Não lançado             | 2021 Q4                 | 2021 Q4                 |        |        |
| Solar Ash                                           | Aventura                                  | Heart Machine                              | Annapurna Interactive                     | 2021                    | 2021                    | 2021                    |        | [ 9 ]  |
| Spacelords                                          | Aventura                                  | MercurySteam                               | MercurySteam                              | 12 de novembro de 2020  | 12 de novembro de 2020  | 19 de novembro de 2020  |        |        |
| Spirit of the North: Enhanced Edition               | Aventura                                  | Infuse Studio                              | Merge Games                               | 26 de novembro de 2020  | 26 de novembro de 2020  | 26 de novembro de 2020  |        | [ 24 ] |
| Star Wars Jedi: Fallen Order                        | Aventura                                  | Respawn Entertainment                      | Electronic Arts                           | 2021 Q2/Q3              | 2021 Q2/Q3              | 2021 Q2/Q3              | CB     |        |
| Steelrising                                         | Action role-playing souls-like            | Spiders                                    | Nacon                                     | TBA                     | TBA                     | TBA                     |        | [ 9 ]  |
| The Stone of Madness                                | Estratégia stealth                        | Teku Studios                               | Merge Games                               | TBA                     | TBA                     | TBA                     |        | [ 5 ]  |
| Stonefly                                            | Aventura                                  | Flight School Studios                      | MWM Interactive                           | 01 de junho de 2021     | 01 de junho de 2021     | 01 de junho de 2021     |        |        |
| Stray                                               | Aventura puzzle                           | BlueTwelve                                 | Annapurna Interactive                     | 2021                    | 2021                    | 2021                    |        | [ 9 ]  |
| Subnautica: Below Zero                              | Aventura                                  | Unknown Worlds Entertainment               | Bandai Namco Entertainment                | 14 de maio de 2021      | 14 de maio de 2021      | 14 de maio de 2021      |        |        |
| Suicide Squad: Kill the Justice League              | Aventura                                  | Rocksteady Studios                         | WB Games                                  | 2022                    | 2022                    | 2022                    |        |        |
| Sumatra: Fate of Yandi                              | Aventura                                  | Ratalaika Games                            | Ratalaika Games                           | Não lançado             | 18 de março de 2021     | 18 de março de 2021     |        |        |
| Super Animal Royale                                 | Battle royale                             | Pixile                                     | Modus Games                               | 2021                    | 2021                    | 2021                    |        |        |
| Sword of the Necromancer                            | Roguelike role-playing                    | Grimorio of Games                          | JanduSoft                                 | TBA                     | TBA                     | TBA                     |        | [ 5 ]  |
| Tales of Arise                                      | Ação role-playing                         | Bandai Namco Studios                       | Bandai Namco Entertainment                | 9 de setembro de 2021   | 10 de setembro de 2021  | 10 de setembro de 2021  |        |        |
| Temtem                                              | Adventure creature collection             | Crema                                      | Humble Games                              | 8 de dezembro de 2021   | 8 de dezembro de 2021   | 8 de dezembro de 2021   |        |        |
| Terminator: Resistance Enhanced                     | Tiro na 1ª pessoa                         | Teyon                                      | Reef Entertainment                        | 30 de abril de 2021     | 30 de abril de 2021     | 30 de abril de 2021     | CB     |        |
| Tesla Force                                         | Tiro                                      | 10tons                                     | 10tons                                    | Não lançado             | 24 de novembro de 2020  | 24 de novembro de 2020  | CB     |        |
| Tesla vs Lovecraft                                  | Action arcade Tiro                        | 10tons                                     | 10tons                                    | Não lançado             | 4 de dezembro de 2021   | 4 de dezembro de 2021   |        |        |
| Test Drive Unlimited Solar Crown                    | Corridas                                  | Kylotonn                                   | Nacon                                     | TBA                     | TBA                     | TBA                     |        |        |
| Tin Hearts                                          | Puzzle                                    | Rogue Sun                                  | Wired Productions                         | TBA                     | TBA                     | TBA                     |        |        |
| Tom Clancy's Rainbow Six Quarantine                 | Tactical Tiro                             | Ubisoft Montreal                           | Ubisoft                                   | 2021                    | 2021                    | 2021                    |        |        |
| Tom Clancy's Rainbow Six Siege                      | Tactical Tiro                             | Ubisoft Montreal                           | Ubisoft                                   | 1 de dezembro de 2021   | 1 de dezembro de 2021   | 1 de dezembro de 2021   | CB     |        |
| Tony Hawk's Pro Skater 1 + 2                        | Desporto                                  | Vicarious Visions                          | Activision                                | 26 de março de 2021     | 26 de março de 2021     | 26 de março de 2021     |        |        |
| Tormented Souls                                     | Horror de sobrevivência                   | Dual Effect Abstract Digital               | PQube                                     | 2021                    | 2021                    | 2021                    |        |        |
| Tribes of Midgard                                   | Sobrevivência                             | Norsfell                                   | Gearbox Publishing                        | TBA                     | 2021                    | 2021                    |        | [ 9 ]  |
| Twin Robots: Ultimate Edition                       | Action-adventure puzzle                   | Thinice Games                              | Ratalaika Games                           | Não lançado             | 07 de dezembro de 2021  | 07 de dezembro de 2021  |        |        |
| Ultimate Fishing Simulator 2                        | Fishing Simulação                         | MasterCode                                 | Ultimate Games                            | TBA                     | 2021                    | 2021                    |        | [ 5 ]  |
| Utawarerumono: Zan 2                                | Action role-playing hack and slash        | Tamsoft                                    | Aquaplus                                  | 22 de julho de 2021     | TBA                     | TBA                     |        | [ 25 ] |
| Undead Horde                                        | Role-playing real-time strategy           | 10tons                                     | 10tons                                    | Não lançado             | 12 de novembro de 2020  | 12 de novembro de 2020  | CB     |        |
| Unknown 9: Awakening                                | Aventura                                  | Reflector Entertainment                    | TBA                                       | TBA                     | 2021                    | 2021                    |        | [ 9 ]  |
| Vampire: The Masquerade – Bloodlines 2              | Ação role-playing                         | Hardsuit Labs                              | Paradox Interactive                       | 2021                    | 2021                    | 2021                    |        |        |
| Vampire: The Masquerade – Swansong                  | Ação role-playing                         | Big Bad Wolf                               | Nacon                                     | TBA                     | 2021                    | 2021                    |        |        |
| Vigor                                               | Loot Tiro                                 | Bohemia Interactive                        | Bohemia Interactive                       | 2021                    | 2021                    | 2021                    |        |        |
| Void Terrarium Plus                                 | Role-playing roguelike                    | Nippon Ichi Software                       | Nippon Ichi Software                      | 18 de fevereiro de 2021 | 18 de maio de 2021      | 21 de maio de 2021      |        | [ 26 ] |
| Watch Dogs: Legion                                  | Aventura                                  | Ubisoft Toronto                            | Ubisoft                                   | 12 de novembro de 2020  | 12 de novembro de 2020  | 19 de novembro de 2020  | CB     |        |
| Warframe                                            | Action role-playing Tiro na 3ª pessoa     | Digital Extremes                           | Digital Extremes                          | 26 de novembro de 2020  | 26 de novembro de 2020  | 26 de novembro de 2020  | CP     |        |
| Warhammer: Chaosbane                                | Action role-playing hack and slash        | Eko Software                               | Bigben Interactive                        | 12 de novembro de 2020  | 12 de novembro de 2020  | 19 de novembro de 2020  |        |        |
| War Hospital                                        | Estratégia                                | Brave Lamb Studio                          | Movie Games                               | 2022                    | 2022                    | 2022                    |        |        |
| War Mongrels                                        | Estratégia em tempo real                  | Destructive Creations                      | All in! Games                             | 2021                    | 2021                    | 2021                    |        | [ 18 ] |
| War Thunder                                         | Action Combate de Veículos                | Gaijin Entertainment                       | Gaijin Entertainment                      | 16 de novembro de 2020  | 17 de novembro de 2020  | 17 de novembro de 2020  |        |        |
| Werewolf: The Apocalypse – Earthblood               | Ação role-playing                         | Cyanide                                    | Nacon                                     | TBA                     | 04 de fevereiro de 2021 | 04 de fevereiro de 2021 | CB     |        |
| The Witcher 3: Wild Hunt                            | Ação role-playing                         | CD Projekt Red Saber Interactive           | CD Projekt                                | 2021 Q3/Q4              | 2021 Q3/Q4              | 2021 Q3/Q4              | CB     |        |
| World of Warships: Legends                          | Combate de Veículos                       | Lesta Studio                               | Wargaming                                 | 26 de abril de 2021     | 26 de abril de 2021     | 26 de abril de 2021     |        |        |
| Worms Rumble                                        | Artillery battle royale strategy          | Team17                                     | Team17                                    | 01 de dezembro de 2021  | 01 de dezembro de 2021  | 01 de dezembro de 2021  | CP     |        |
| WRC 9                                               | Corridas Simulação                        | Kylotonn                                   | Nacon                                     | 12 de novembro de 2020  | 12 de novembro de 2020  | 19 de novembro de 2020  | CB     |        |
| WRC 10                                              | Corridas Simulação                        | Kylotonn                                   | Nacon                                     | 02 de setembro de 2021  | 02 de setembro de 2021  | 02 de setembro de 2021  |        |        |
| Wreckfest                                           | Combate de Veículos Corridas              | Bugbear Entertainment                      | THQ Nordic                                | 04 de maio de 2021      | 04 de maio de 2021      | 04 de maio de 2021      |        |        |
| WWE 2K22                                            | Desporto                                  | Visual Concepts                            | 2K                                        | TBA                     | TBA                     | TBA                     |        |        |
| Yakuza: Like a Dragon                               | Role-playing                              | Ryu Ga Gotoku Studio                       | Sega                                      | 02 de março de 2021     | 02 de março de 2021     | 02 de março de 2021     | CB     |        |
| Yuoni                                               | Horror de sobrevivência                   | Tricore                                    | Chorus Worldwide                          | agosto de 2021          | 2021                    | 2021                    |        |        |
| Yurukill: The Calumniation Game                     | Shoot 'em up                              | G.Rev                                      | Izanagi Games                             | 2021                    | 2021                    | 2021                    |        |        |